# Gonyphlepsia venosa
Gonyphlepsia venosa är en insektsart som beskrevs av Jacobi 1928. Gonyphlepsia venosa ingår i släktet Gonyphlepsia och familjen Derbidae. Inga underarter finns listade i Catalogue of Life.